# Élections en Macédoine du Nord
Les élections en Macédoine du Nord peuvent être de trois types : les élections législatives, les élections présidentielles et les élections municipales.
Le vote n'est pas obligatoire et peut voter tout citoyen macédonien de plus de 18 ans, y compris les personnes naturalisées. Sont exclues les personnes dans l'incapacité civile d'assumer des actes légaux et les possesseurs de permis de séjour temporaire.

## Élections législatives
L'Assemblée de Macédoine du Nord compte 123 membres élus au suffrage universel direct. Afin de se présenter, les candidats doivent avoir le droit de vote et ils ne doivent pas avoir été incarcérés ou soumis à des peines judiciaires. Les membres de la commission électorale n'ont pas non plus le droit de se présenter. Il existe aussi des restrictions concernant les doubles mandats, qui empêchent de se présenter le Président de la République, les membres du gouvernement, les juges de la Cour constitutionnelle, les procureurs, les maires et membres de conseils municipaux, etc.
Les candidats doivent aussi appartenir à un parti politique ou bien recevoir 1 000 signatures d'électeurs. Ils doivent déposer leur candidature au moins 40 jours avant l'élection. Les listes proposées par les partis doivent comporter au moins 30 % de candidates afin de garantir une certaine parité hommes-femmes à l'assemblée.
Le pays est divisé en six circonscriptions électorales qui fournissent chacune vingt sièges. Les Macédoniens de l'étranger sont répartis dans trois circonscriptions qui ne comptent qu'un siège chacune : Europe et Afrique, Amérique, Australie et Asie.
Les électeurs votent pour une liste et les sièges sont répartis proportionnellement au résultat, en suivant la méthode d'Hondt. Pour acquérir des sièges, une liste doit obtenir au moins 2 % des voix.

## Élections présidentielles
Le président est élu au suffrage universel direct. Les candidats doivent remplir certains critères, comme avoir résidé pendant 10 ans dans le pays au cours des 15 dernières années. Ils doivent aussi prouver un certain soutien en déposant 30 signatures de parlementaires ou 10 000 signatures d'électeurs.
Pour gagner au premier tour, un candidat doit recevoir une majorité absolue de suffrages, sinon, un deuxième tour a lieu. Celui-ci doit se dérouler au plus tard deux semaines après le premier et les deux candidats arrivés en tête y participent. Celui qui recueille le plus de suffrages est élu, mais si le taux d'abstention dépasse 50 %, le processus électoral doit être recommencé depuis le début.

## Élections locales
Le pays est divisé en 84 municipalités pourvues d'un conseil et d'un maire. La Ville de Skopje possède un statut particulier puisqu'elle regroupe 10 municipalités tout en ayant son propre maire et conseil. Les électeurs doivent voter pour la municipalité où ils résident.
Les maires et les conseillers sont élus au suffrage universel direct et le nombre de conseillers dépend du nombre d'habitants dans la municipalité. Les candidats doivent avoir le droit de vote et être domiciliés dans la municipalité où ils se présentent. Ils doivent faire partie d'une liste, élaborée soit par un parti politique soit par au moins 200 électeurs. Les électeurs ne votent pas pour un candidat mais pour une liste, et les sièges sont répartis proportionnellement selon la méthode d'Hondt.
Les candidats au poste de maire doivent remplir les mêmes conditions que les conseillers mais le scrutin est à deux tours. Un candidat peut gagner dès le premier tour, sinon un deuxième a lieu entre les deux candidats ayant recueilli le plus de voix.